# گابریلا پرز دل سولار
گابریلا پرز دل سولار (اسپانیایی: Gabriela Pérez del Solar‎؛ زادهٔ ۱۰ ژوئیهٔ ۱۹۶۸) سیاست‌مدار و بازیکن سابق تیم ملی زنان پرو اهل پرو است.
گابریلا در المپیک ۱۹۸۸ با پرو به مدال طلا دست یافت. او در حال حاضر نماینده لیما در مجلس پرو است.